# Radiergemeinschaft Osterath
Radiergemeinschaft Osterath ist der Name einer Künstlergruppe, die im Jahre 1964 von Holger Runge zusammen mit den Künstlern Joseph Beuys, Rolf Crummenauer, Hans van der Grinten, Franz Joseph van der Grinten, Martel Wiegand, Gottfried Wiegand, Erwin Heerich, André Thomkins und Franz Eggenschwiler in Osterath am Niederrhein gegründet wurde.
Die genannten Künstler trafen sich in regelmäßigen Abständen im Atelier von Holger Runge in Meerbusch-Osterath und arbeiteten dort gemeinsam an ihren Radierungen, die über Jahre hinweg durch Bernd Ernsting in Runges Atelier gedruckt wurden.
Die Stadt Meerbusch veranstaltet jeweils im Frühjahr und im Herbst die Ausstellungsreihe MeerbuschKunst. Dazu lädt die Stadt bekannte Künstler ein, in der Teloy-Mühle, ihre Kunstwerke zu präsentieren. Im Herbst 2022 wurde die Osterather Radiergemeinschaft gezeigt.